# 筏罗诃
筏罗诃（羅馬化：Varaha，直译：公猪），印度教大神毗湿奴十大化身中的第三个化身。妖魔金目把大地拖入海底，毗湿奴即化身为野猪筏罗诃以拯救大地。经过1000年争斗，筏罗诃杀死阿修羅王金目，用它的獠牙从海底捞出大地。
筏罗诃之像或为野猪，或为猪头人身。

## 在其他宗教中

### 佛教
筏羅訶在佛教中称作拉彌多羅天神，《楞嚴經》中為頻那護法，南傳佛教為掌管人緣、桃花、身心靈平衡的天神。
拉彌多羅天神之像為豬首人身，四手分別持有四個法器：
- 法錘：打破平衡，具備破壞神的力量，也可重建平衡；
- 法螺：具有引動、吹動、發動的能力，可招喚地、水、風、火；
- 三叉：可控制時間法輪，讓時間重轉給予第二次機會；
- 飛輪：劃破空間進入任何空間去處理事件的平衡。

豬首上的獠牙可上下移動，把日月萬物撐開，代表了權力的象徵。
而頂上的帽子則是梵天的通行證，是梵天諸神給予的祝福。

## 图库

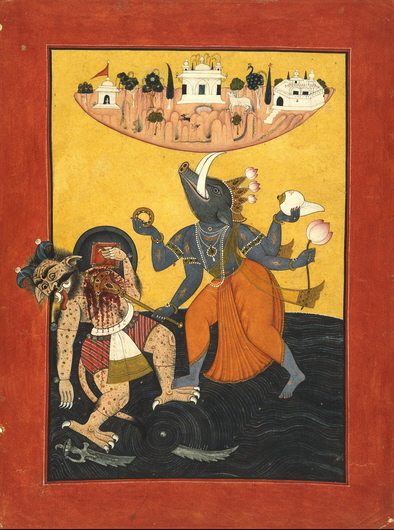
约1740年昌巴地区的筏罗诃画像
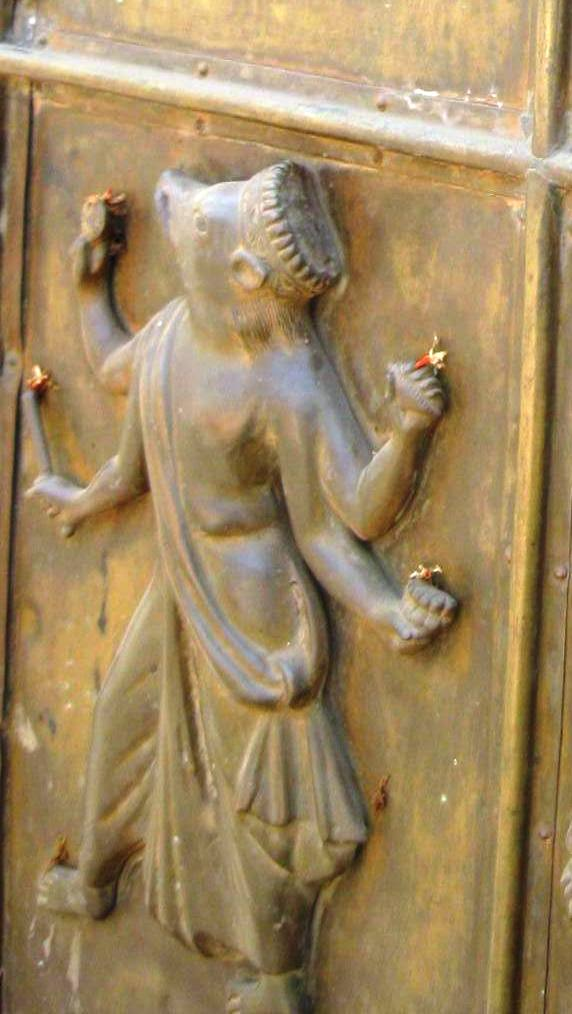
印度西孟加拉邦Searsole Rajbari黄铜战车上的筏罗诃
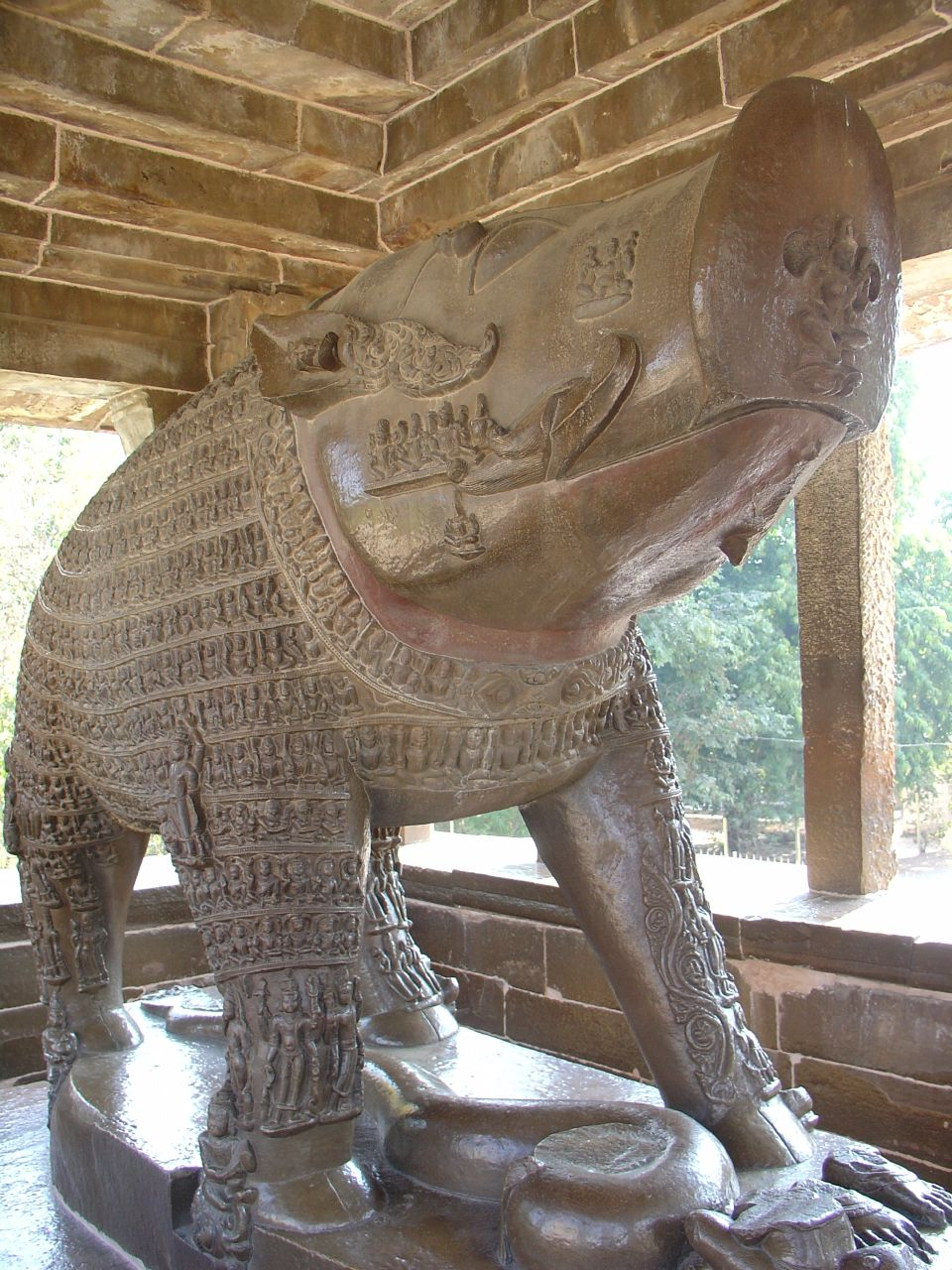
印度中央邦北部克久拉霍的兽形筏罗诃

## 延伸阅读
- Nanditha Krishna. . Penguin Books India. 20 July 2009  [5 January 2013]. ISBN 978-0-14-306762-7. （原始内容存档于2013-09-30）.
- Rao, T.A. Gopinatha. . 1: Part I. Madras: Law Printing House. 1914.